# Euriphene mawamba
Euriphene mawamba är en fjärilsart som beskrevs av George Thomas Bethune-Baker. Euriphene mawamba ingår i släktet Euriphene och familjen praktfjärilar. Inga underarter finns listade i Catalogue of Life.

## Bildgalleri

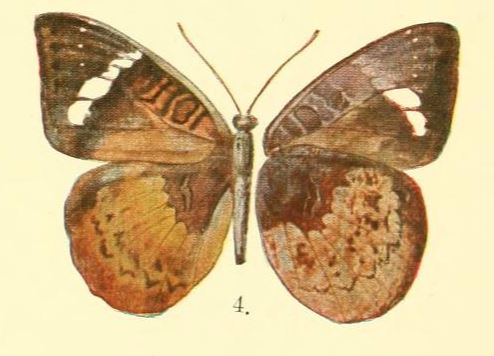